# Angela Utbult
Angela Utbult, folkbokförd Henrietta Angela Utbult van der Zee, född 30 juni 1940 på Hönö, Öckerö socken, Bohuslän, död den 27 december 2019 i Göteborg, var en svensk målare, grafiker och textilkonstnär.

## Biografi
Utbult studerade för Henri Goetz vid Académie Raspail i Paris och vid Slöjdföreningens skolas avdelning för dekorativ textil 1960–1962 samt vid Valands målarskola och genom självstudier under ett flertal resor till Frankrike, Italien och Polen. Hon tilldelades stipendium från bland annat Fredrika Bremer-förbundet 1961, H. Ax:son Johnsons stiftelse 1962 och Hantverksstiftelsen 1963. Hon har medverkat i bland annat Liljevalchs Stockholmssalonger, Älvsborgssalongen i Alingsås och Sveriges allmänna konstförenings utställning Akvarell-collage-pastell som visades i Stockholm. Hennes konst består av allegoriska bilder med varierande motiv. Utbult är representerad vid Moderna museet, Göteborgs konstmuseum, Malmö museum, Skissernas museum, Stockholms stad och Göteborgs kommun. 

### Familj
Utbult var dotter till fiskaren John Albert Utbult och Klara Alexandra Johansson och var från 1966 gift med utrikeskorrespondenten Jouke van der Zee. 

## Hemsida
- https://angelautbult.se/